# 戈登·鲍尔弗
戈登·鲍尔弗（英語：Gordon Balfour，1882年12月25日—1949年7月31日），加拿大男子赛艇运动员。他曾代表加拿大参加1908年夏季奥林匹克运动会赛艇比赛，获得男子四人单桨无舵手和男子八人单桨有舵手铜牌。